# Чума
Вижте пояснителната страница за други значения на Чума.
Чумата е заразна епидемична болест, причинявана от бактерията Yersinia pestis (синоним Pasteurella pestis). Тя се е превърнала в смъртоносна болест заради появата на един излишен ген при случайна мутация, като преди нея тя е била само бактерия, причиняващи леки храносмилателни проблеми.
В препарат от заразена тъкан чумните бактерии обикновено изглеждат като овални телца, които се оцветяват характерно биполярно (по-бледи в средата и по-ярко оцветени към полюсите). В препарат от посявка върху хранителни среди бактериите могат да приемат друга форма – продълговати, подвижни форми, понякога с камшиче.
Дълго време се е смятало, че ендемичното огнище на чумата е Средна Азия, където се е разпространявала сред полските гризачи, но на 30 юни 2021 учени съобщават, че са открили първата човешка жертва на болестта – 20-годишен ловец събирач от Латвия, умрял преди 5 хиляди години.  От време на време нейни щамове успяват да се прехвърлят върху хора и в миналото са причинявали епидемии.

## Пътища на предаване
Чумата се предава по три основни пътя:
- Дихателен

При него чумните бактерии попадат в белите дробове, след като бъдат вдишани. Във въздуха попадат обикновено с пръските от кашлицата на заразени болни, по-рядко с вдигнат прах.
- Хранителен

При него чумните бактерии се приемат през устата със заразена храна или вода. Храната най-често може да бъде заразена чрез пипане от заразени хора или полазване/нагризване от заразени гризачи. Водата може да бъде заразена от попадане в нея на заразени гризачи или от просмукване на фекални води, заразени с бактерията.
- Пряк

При него бактериите попадат в организма чрез ухапване от заразено насекомо, най-често бълха.

Когато смуче кръв от болен, бълхата поема заедно с кръвта и чумни бактерии. След всмукването кръвта попада в хитиновото предстомахче на бълхата (специален орган, подобен на торбичка с много хитинови гънки в нея), където кръвта се съхранява до последващо смилане. Чумните бактерии се размножават там бързо и запушват предстомахчето, образувайки т. нар. чумна запушалка. Достъпът на кръв към стомаха на бълхата спира, тя огладнява и се опитва да смуче отново кръв. Тъй като предстомахчето е запушено, тя обаче повръща всмуканата кръв обратно в раната, заедно с отмити от чумната запушалка бактерии.

Различните видове бълхи са различно опасни. Отбелязан е паралел между нагънатостта на предстомахчето и способността на съответния вид да заразява. Най-опасна е плъховата бълха.

## Форми на заболяването

### Кожна форма
При заразяване, чрез ухапване от бълха, първата реакция на организма е образуване на пъпка. Това е т. нар. кожна форма на чумата. Ако не се развие по-нататък, тя преминава без лечение. В 9% от случаите обаче тя се развива в следващата форма – бубонната чума.

### Бубонна форма
При нея чумната бактерия преодолява защитата на кожата и стига до следващия „отбранителен рубеж“ на организма – лимфните възли. Там тя се размножава и ги възпалява, те се подуват и срастват в характерни пакети – бубони.
Без лечение смъртността от бубонната чума е около 90% (това е и причината тя да е споменавана като страшната чума от легендите – след нея остават 10% оцелели, които разказват). При навременно, категорично антибиотично лечение прогнозата ѝ е добра.

### Чревна форма
Развива се след заразяване по хранителен път. Чумната бактерия прониква през чревните стени и се размножава в тях.
Без лечение смъртността от чревната форма на чумата е 100% – в историята на медицината няма документиран случай на самостоятелно оздравяване от чревна чума. С навременно и агресивно антибиотично лечение прогнозата ѝ е по-скоро добра, в по-тежките случаи е съмнителна.

### Белодробна форма
Развива се първично след заразяване по въздушно-капков път или вторично, след разпространяване на инфекцията от съседни лимфни възли при бубонната форма. Чумната бактерия се загнездва в стените на белодробните алвеоли и се размножава в тях, разрушавайки ги. Те са идеалното място за размножаване на чумната бактерия в човешкия организъм.
Сред инфекциозните болести белодробната чума е „експресният влак на смъртта“. До не повече от 2 часа от заразяването болният започва да кашля (и да пръска чумни бактерии). Често инфекцията прояжда стената на белодробен кръвоносен съд и първият симптом е белодробен кръвоизлив (ако съдът е по-голям, кръвоизливът може да бъде и смъртоносен). Дори без кръвоизлив състоянието продължава да се влошава много бързо.
Без лечение смъртността от белодробна чума е 100% в срок от часове до минути от първите симптоми. При моментално и агресивно лечение с мощни и бързодействащи инжекционни антибиотици, по възможност в комбинации, прогнозата е съмнителна; във всички останали случаи е безнадеждна. При белодробната чума пациентът най-често не доживява до етапа, на който чумните бактерии навлизат в кръвотока и започват да се разпространяват с него из целия организъм. При бубонната и чревната чума обаче такъв етап има. Прогнозата при белодробната форма е като правило безнадеждна, дори при лечение.

## Лечение
Лечението се провежда на базата на антибиотици. При своевременно диагностицирани случаи се прилага тетрациклин. При спешни случаи може да се използват направо или в комбинация с тетрациклина, аминоглюкозидни антибиотици – гентамицин, канамицин или дори стрептомицин. Обикновено се работи с високи дози, поради голямата опасност за болния. 
Като предпазна мярка при здрави може да се предприеме ваксиниране с жива ваксина, щам EV76 или убита ваксина, щам USP. Ваксината осигурява защита с продължителност поне една година.
Преболедувалите получават траен имунитет към болестта.

## История
- Първият подробен разказ за подобна епидемия е на Тукидид – за тази от 431–430 г. пр.н.е., започнала в Етиопия и угаснала в Гърция (мнозина изследователи все пак смятат, че може би става въпрос за тиф, холера или едра шарка).
- Най-печално известната чумна епидемия е тази, която върлува в Европа между 1347 и 1351 г. (Черна смърт).
- Понастоящем чумата съвсем не се смята за окончателно победена: последните случаи на епидемия датират от края на 90-те години на 20 век (в Уганда, Намибия и Малави) и в Северна и Южна Америка.
- В началото на август 2009 г. в Китайската осведомителна Агенция „Синхуа“ съобщава за три случая на белодробна чума в град Цзикътан, провинция Цинхай, Северозападен Китай[2]. По официални данни жертвите на болестта са три, последната от които умира на 3 август 2009 г., а още поне 9 души са заразени[3]. За да предотвратят разпространението на болестта, китайските власти поставят град Цзикатън под пълна карантина[2].
- През юли 2014 г. властите в Китай поставят 151 души под карантина в северозападния град Юмен, провинция Гансу след смъртен случай [4]. По предварителни данни починалият на 16 юли човек е заболял след контакт с мармот – гризач от групата на лалугерите, който живее в планинските райони. 38-годишният мъж е хранил кучето си с мъртъв мармот.
- По данни от 2015 – та по време на съществуването си заболяването е убило общо повече от 100 милиона души по света.[5]

## В културата
В българския фолклор чумата е пресонифицирана като злотворно демонично същество, чието име е табуирано, поради което тя обикновено е наричана с евфемизми като добрата, леля, блага-медена. Тя е представяна като грозна стара жена с дълги разрошени коси, дълги ръце и големи нокти, облечена в черни дрипи и носеща коса, с която посича хората. Смята се, че през повечето време тя е държана окована или затворена в шише от свети Харалампий, чийто празник на 10 февруари е наричан Чуминден. На него се приготвят пити, намазани с мед, тъй като чумата обичала мед и така ще бъде омилостивена.